# 暗色擬拉格鮡
暗色擬拉格鮡，為輻鰭魚綱鯰形目骨鮡科的其中一種，為熱帶淡水魚類，分布於亞洲緬甸Pathe Chaung淡水流域，體長可達3.2公分，棲息在底層水域，生活習性不明。

## 扩展阅读
維基物種上的相關：暗色擬拉格鮡